# Athens Olympic Aquatic Centre
L'Athens Olympic Aquatic Centre é una struttura costituita da tre piscine, una indoor e due all'aperto, costruito in occasione dei XI Giochi del Mediterraneo del 1991, situato ad Atene.
L'impianto è stato ristrutturato ed ampliato in occasione dei Giochi della XXVIII Olimpiade del 2004.
In quell'occasione la più grande delle piscine all'aperto, dotata di tribune capaci di contenere 11.500 spettatori, ha ospitato le gare di nuoto e pallanuoto, la seconda piscina all'aperto, dotata di tribune per 5.300 posti, ha ospitato le gare di nuoto sincronizzato, mentre quella indoor, con tribune per 6.200 posti, quelle di tuffi.